# Los Angeles Heroes
Los Angeles Heroes fue un equipo de fútbol de los Estados Unidos que alguna vez jugó en la USL Premier Development League, la cuarta liga de fútbol en importancia en el país.

## Historia
Fue fundado en el año 1993 en la ciudad de San Fernando Valley, Los Ángeles, California con el nombre San Fernando Valley Golden Eagles y desde su fundación cambiaron de nombre en algunas ocasiones, las cuales fueron:
- 1993/98 - San Fernando Valley Golden Eagles[1]
- 1998/99 - San Fernando Valley Heroes[2]
- 1999/2002 - Los Angeles Heroes[3]

Se unieron en 1993 a la SISL, donde a excepción de la temporada de 1998 siempre clasificaron a los playoffs e incluso jugaron la US Open Cup en 1995, aunque fueron eliminados en la primera ronda.
En 1999 decidieron descender un nivel y jugar en la USL Premier Development League, clasificando a las semifinales de división en su año inaugural en la cuarta división y posteriormente ganando dos títulos divisionales de manera consecutiva y llegando a las semifinales de conferencia.
El club desapareció al finalizar la temporada 2002 luego de no clasificar a los playoffs por segunda temporada consecutiva y por problemas financieros.

## Palmarés
- USL PDL Southwest Division: 2

1999, 2000

## Temporadas
| Año  | División | Liga                 | Temporada Regular | Playoffs                 | US Open Cup  |
| ---- | -------- | -------------------- | ----------------- | ------------------------ | ------------ |
| 1993 | 3        | USISL                | 6º, Southwest     | Final Divisional         | No participó |
| 1994 | 3        | USISL                | 3º, Southwest     | Final Divisional         | No participó |
| 1995 | 3        | USISL Pro League     | 3º, Western South | Semifinal Divisional     | 1.ª Ronda    |
| 1996 | 3        | USISL Pro League     | 2º, Western       | Semifinal de Conferencia | No clasificó |
| 1997 | 3        | USISL D-3 Pro League | 4º, West          | Semifinal Divisional     | No clasificó |
| 1998 | 3        | USISL D-3 Pro League | 5º, West          | No clasificó             | No clasificó |
| 1999 | 4        | USL PDL              | 1st, Southwest    | Semifinal de Conferencia | No clasificó |
| 2000 | 4        | USL PDL              | 1st, Southwest    | Semifinal de Conferencia | No clasificó |
| 2001 | 4        | USL PDL              | 4º, Southwest     | No clasificó             | No clasificó |
| 2002 | 4        | USL PDL              | 4º, Southwest     | No clasificó             | No clasificó |